# Numa (Iowa)
Numa è un comune degli Stati Uniti d'America, situato nello Stato dell'Iowa, nella contea di Appanoose.